# Грабовець (Опольський повіт)
Грабовець (пол. Grabowiec) — село в Польщі, у гміні Лазіська Опольського повіту Люблінського воєводства.
Населення — 39 осіб (2011).
У 1975-1998 роках село належало до Люблінського воєводства.

## Демографія
Демографічна структура станом на 31 березня 2011 року:
|          | Загалом | Допрацездатний вік | Працездатний вік | Постпрацездатний вік |
| -------- | ------- | ------------------ | ---------------- | -------------------- |
| Чоловіки | 22      | 5                  | 14               | 3                    |
| Жінки    | 17      | 3                  | 9                | 5                    |
| Разом    | 39      | 8                  | 23               | 8                    |